# Tri Nations 2013 (África)
El Tri Nations del 2013 fue la 2.ª edición del torneo de selecciones africanas de rugby que se celebró del 8 al 16 de noviembre, en Windhoek, capital de Namibia.
Fue organizado por la International Rugby Board.

## Equipos participantes
- Selección de rugby de Kenia (Simbas)
- Selección de rugby de Namibia (Welwitschias)
- Selección de rugby de Zimbabue (Sables)

## Posiciones
| Pos. | Equipo   | Encuentros | Encuentros | Encuentros | Encuentros | Tantos | Tantos | Tantos | Puntos Bonus | Puntos Totales |
| Pos. | Equipo   | J          | G          | E          | P          | F      | C      | Dif.   | Puntos Bonus | Puntos Totales |
| ---- | -------- | ---------- | ---------- | ---------- | ---------- | ------ | ------ | ------ | ------------ | -------------- |
| 1    | Namibia  | 2          | 2          | 0          | 0          | 90     | 61     | + 29   | 2            | 10             |
| 2    | Zimbabue | 2          | 1          | 0          | 1          | 55     | 49     | + 6    | 1            | 5              |
| 3    | Kenia    | 2          | 0          | 0          | 2          | 49     | 85     | - 35   | 0            | 1              |

Nota: Se otorgan 4 puntos al equipo que gane un partido y 2 al que empate
Puntos Bonus: 1 punto por convertir 4 tries o más en un partido y 1 al equipo que pierda por no más de 7 tantos de diferencia

## Resultados
| 8 de noviembre | Namibia | 35 - 26 | Zimbabue | Hage Geingob Rugby Stadium, Windhoek |  |

| 12 de noviembre | Zimbabue | 29 - 14 | Kenia | Hage Geingob Rugby Stadium, Windhoek |  |

| 16 de noviembre | Namibia | 55 - 35 | Kenia | Hage Geingob Rugby Stadium, Windhoek |  |

| Bandera de Namibia |
| Campeón Namibia    |
| Primer título      |